# Parti populaire monarchiste
Le Parti populaire monarchiste (en portugais : Partido Popular Monárquico, abrégé en PPM) est un parti politique monarchiste portugais, fondé en 1974 après la révolution des Œillets.

## Histoire
Fondé le 23 mai 1974 près d'un mois après le début de la révolution des Œillets, le Parti populaire monarchiste est l'émanation légale de la Convergence monarchiste, mouvement créé en avril 1970 avec pour but de rassembler les monarchistes s'opposant au régime de l'Estado Novo. Son premier président est Gonçalo Ribeiro Telles, restant à ce poste jusqu'en 1993.
De 1979 à 1983, le PPM est membre de l'Alliance démocratique (AD), une coalition électorale puis de gouvernement créée à l'initiative du Parti du Centre démocratique social (CDS) et incluant également le Parti social-démocrate (PPD/PSD). L'AD remportant les élections législatives de 1979 et 1980, le PPM est présent au gouvernement sous Francisco Sá Carneiro (1980), Diogo Freitas do Amaral (1980-81) puis Francisco Pinto Balsemão (1981-83).
Après la dissolution de l'AD, à compter des élections législatives de 1983, le PPM perd toute représentation parlementaire nationale. Il ne sera ultérieurement présent au sein de l'Assemblée de la République que lors de la mandature 2005-2009, comptant alors deux députés élus sur les listes du PSD.
Le PPM est néanmoins représenté à l'Assemblée législative des Açores depuis 2008 sans discontinuer, gouvernant l'archipel depuis les élections régionales de 2020 en coalition avec le PSD et le CDS-PP.
À l'occasion des élections européennes de 2019, le PPM effectue un virage à droite remarqué en s'alliant au parti d'extrême droite Chega ainsi qu'au Parti de la citoyenneté et de la démocratie chrétienne.

## Organisation

### Historique des présidents
|                        | Nom                        | Dates du mandat | Dates du mandat            | Notes                                                                                               |
| ---------------------- | -------------------------- | --------------- | -------------------------- | --------------------------------------------------------------------------------------------------- |
| Gonçalo Ribeiro Telles | Gonçalo Ribeiro Telles     | 1974            | 1988                       | Ministre d'État et de la Qualité de Vie (1981-1983) Secrétaire d'État à l'Environnement (1974-1975) |
|                        | Augusto Ferreira do Amaral | 1988            | 1990                       | —                                                                                                   |
|                        | Nuno Cardoso da Silva      | 1990            | 1993                       | —                                                                                                   |
|                        | Fernando de Sá Monteiro    | 1993            | 1997                       | —                                                                                                   |
|                        | Miguel Pignatelli Queiroz  | 1997            | 2005                       | Député pour Porto (2005-2009)                                                                       |
|                        | Nuno da Câmara Pereira     | 2005            | 2010                       | Député pour Lisbonne (2005-2009)                                                                    |
|                        | Paulo Estêvão              | 2010            | 2017                       | Député des Açores pour Corvo (depuis 2008)                                                          |
|                        | Gonçalo da Câmara Pereira  | 2017            | En cours (au 10 juin 2022) | —                                                                                                   |

## Résultats électoraux

### Élections présidentielles
| Année | Candidat                          | 1er tour                          | 1er tour                          | 1er tour                          | 2d tour                  | 2d tour                  | 2d tour                  |
| Année | Candidat                          | Voix                              | %                                 | Rang                              | Voix                     | %                        | Rang                     |
| ----- | --------------------------------- | --------------------------------- | --------------------------------- | --------------------------------- | ------------------------ | ------------------------ | ------------------------ |
| 1976  | Pas de candidat présenté          | Pas de candidat présenté          | Pas de candidat présenté          | Pas de candidat présenté          | Pas de candidat présenté | Pas de candidat présenté | Pas de candidat présenté |
| 1980  | Soutien à António Soares Carneiro | Soutien à António Soares Carneiro | Soutien à António Soares Carneiro | Soutien à António Soares Carneiro | Pas de 2d tour           | Pas de 2d tour           | Pas de 2d tour           |
| 1986  | Pas de candidat présenté          | Pas de candidat présenté          | Pas de candidat présenté          | Pas de candidat présenté          | Pas de candidat présenté | Pas de candidat présenté | Pas de candidat présenté |
| 1991  | Soutien à Basílio Horta           | Soutien à Basílio Horta           | Soutien à Basílio Horta           | Soutien à Basílio Horta           | Pas de 2d tour           | Pas de 2d tour           | Pas de 2d tour           |
| 1996  | Pas de candidat présenté          | Pas de candidat présenté          | Pas de candidat présenté          | Pas de candidat présenté          | Pas de candidat présenté | Pas de candidat présenté | Pas de candidat présenté |
| 2001  | Pas de candidat présenté          | Pas de candidat présenté          | Pas de candidat présenté          | Pas de candidat présenté          | Pas de candidat présenté | Pas de candidat présenté | Pas de candidat présenté |
| 2006  | Pas de candidat présenté          | Pas de candidat présenté          | Pas de candidat présenté          | Pas de candidat présenté          | Pas de candidat présenté | Pas de candidat présenté | Pas de candidat présenté |
| 2011  | Pas de candidat présenté          | Pas de candidat présenté          | Pas de candidat présenté          | Pas de candidat présenté          | Pas de candidat présenté | Pas de candidat présenté | Pas de candidat présenté |
| 2016  | Soutien à Marcelo Rebelo de Sousa | Soutien à Marcelo Rebelo de Sousa | Soutien à Marcelo Rebelo de Sousa | Soutien à Marcelo Rebelo de Sousa | Pas de 2d tour           | Pas de 2d tour           | Pas de 2d tour           |
| 2021  | Pas de candidat présenté          | Pas de candidat présenté          | Pas de candidat présenté          | Pas de candidat présenté          | Pas de candidat présenté | Pas de candidat présenté | Pas de candidat présenté |

### Élections législatives
| Année | Tête de liste                  | Voix                           | %                              | Rang                           | Sièges                 | Statut                                 |
| ----- | ------------------------------ | ------------------------------ | ------------------------------ | ------------------------------ | ---------------------- | -------------------------------------- |
| 1975  | Gonçalo Ribeiro Telles         | 32 526                         | 0,57                           | 10e                            | 0 / 230                | Extra-parlementaire                    |
| 1976  | Gonçalo Ribeiro Telles         | 28 320                         | 0,52                           | 10e                            | 0 / 230                | Extra-parlementaire                    |
| 1979  | Alliance avec le PSD et le CDS | Alliance avec le PSD et le CDS | Alliance avec le PSD et le CDS | Alliance avec le PSD et le CDS | 5 / 230                | Soutien (VIe)                          |
| 1980  | Alliance avec le PSD et le CDS | Alliance avec le PSD et le CDS | Alliance avec le PSD et le CDS | Alliance avec le PSD et le CDS | 6 / 230                | Gouvernement majoritaire (VIIe, VIIIe) |
| 1983  | Gonçalo Ribeiro Telles         | 27 635                         | 0,48                           | 6e                             | 0 / 230                | Extra-parlementaire                    |
| 1985  | Pas de liste présentée         | Pas de liste présentée         | Pas de liste présentée         | Pas de liste présentée         | Pas de liste présentée | Extra-parlementaire                    |
| 1987  | Gonçalo Ribeiro Telles         | 23 218                         | 0,41                           | 10e                            | 0 / 230                | Extra-parlementaire                    |
| 1991  | Nuno Cardoso da Silva          | 25 216                         | 0,44                           | 9e                             | 0 / 230                | Extra-parlementaire                    |
| 1995  | Alliance avec le MPT           | Alliance avec le MPT           | Alliance avec le MPT           | Alliance avec le MPT           | 0 / 230                | Extra-parlementaire                    |
| 1999  | Miguel Pignatelli Queiroz      | 16 522                         | 0,31                           | 8e                             | 0 / 230                | Extra-parlementaire                    |
| 2002  | Miguel Pignatelli Queiroz      | 12 398                         | 0,22                           | 8e                             | 0 / 230                | Extra-parlementaire                    |
| 2005  | Sur les listes du PSD          | Sur les listes du PSD          | Sur les listes du PSD          | Sur les listes du PSD          | 2 / 230                | Opposition (XVIIe)                     |
| 2009  | Nuno da Câmara Pereira         | 15 262                         | 0,27                           | 10e                            | 0 / 230                | Extra-parlementaire                    |
| 2011  | Paulo Estêvão                  | 14 687                         | 0,27                           | 12e                            | 0 / 230                | Extra-parlementaire                    |
| 2015  | Paulo Estêvão                  | 14 897                         | 0,28                           | 13e                            | 0 / 230                | Extra-parlementaire                    |
| 2019  | Gonçalo da Câmara Pereira      | 8 431                          | 0,16                           | 19e                            | 0 / 230                | Extra-parlementaire                    |
| 2022  | Gonçalo da Câmara Pereira      | 260                            | 0,00                           | 23e                            | 0 / 230                | Extra-parlementaire                    |
| 2024  | Alliance avec le PSD et le CDS | Alliance avec le PSD et le CDS | Alliance avec le PSD et le CDS | Alliance avec le PSD et le CDS | 0 / 230                | Extra-parlementaire                    |
| 2025  | Paulo Estêvão                  | 5 616                          | 0,09                           | 18e                            | 0 / 230                | Extra-parlementaire                    |

### Élections européennes
| Année | Tête de liste             | Voix             | %                | Rang             | Sièges | Statut              |
| ----- | ------------------------- | ---------------- | ---------------- | ---------------- | ------ | ------------------- |
| 1987  | Miguel Esteves Cardoso    | 155 990          | 2,77             | 6e               | 0 / 24 | Extra-parlementaire |
| 1989  |                           | 84 272           | 2,03             | 5e               | 0 / 24 | Extra-parlementaire |
| 1994  |                           | 8 300            | 0,27             | 11e              | 0 / 25 | Extra-parlementaire |
| 1999  |                           | 16 182           | 0,47             | 7e               | 0 / 25 | Extra-parlementaire |
| 2004  | Gonçalo da Câmara Pereira | 15 454           | 0,45             | 6e               | 0 / 24 | Extra-parlementaire |
| 2009  | Frederico Duarte Carvalho | 14 414           | 0,40             | 11e              | 0 / 22 | Extra-parlementaire |
| 2014  | Nuno Correia da Silva     | 17 732           | 0,54             | 11e              | 0 / 21 | Extra-parlementaire |
| 2019  | Coalition BASTA!          | Coalition BASTA! | Coalition BASTA! | Coalition BASTA! | 0 / 21 | Extra-parlementaire |

### Élections régionales

#### Région autonome des Açores
| Année | Tête de liste                               | Voix                                        | %                                           | Rang                                        | Sièges                 | Statut                           |
| ----- | ------------------------------------------- | ------------------------------------------- | ------------------------------------------- | ------------------------------------------- | ---------------------- | -------------------------------- |
| 1976  | Pas de liste présentée                      | Pas de liste présentée                      | Pas de liste présentée                      | Pas de liste présentée                      | Pas de liste présentée | Extra-parlementaire              |
| 1980  | Pas de liste présentée                      | Pas de liste présentée                      | Pas de liste présentée                      | Pas de liste présentée                      | Pas de liste présentée | Extra-parlementaire              |
| 1984  |                                             | 41                                          | 0,04                                        | 8e                                          | 0 / 44                 | Extra-parlementaire              |
| 1988  |                                             | 162                                         | 0,15                                        | 9e                                          | 0 / 51                 | Extra-parlementaire              |
| 1992  | Coalition Alliance démocratique - Açores    | Coalition Alliance démocratique - Açores    | Coalition Alliance démocratique - Açores    | Coalition Alliance démocratique - Açores    | 0 / 51                 | Extra-parlementaire              |
| 1996  | Pas de liste présentée                      | Pas de liste présentée                      | Pas de liste présentée                      | Pas de liste présentée                      | Pas de liste présentée | Extra-parlementaire              |
| 2000  | Coalition Convergência Democrática Açoriana | Coalition Convergência Democrática Açoriana | Coalition Convergência Democrática Açoriana | Coalition Convergência Democrática Açoriana | 0 / 52                 | Extra-parlementaire              |
| 2004  |                                             | 293                                         | 0,28                                        | 6e                                          | 0 / 52                 | Extra-parlementaire              |
| 2008  | Paulo Estêvão                               | 471                                         | 0,44                                        | 8e                                          | 1 / 57                 | Opposition (Xe)                  |
| 2012  | Coalition Plataforma de Cidadania           | Coalition Plataforma de Cidadania           | Coalition Plataforma de Cidadania           | Coalition Plataforma de Cidadania           | 1 / 57                 | Opposition (XIe)                 |
| 2016  | Paulo Estêvão                               | 866                                         | 0,93                                        | 7e                                          | 1 / 57                 | Opposition (XIIe)                |
| 2020  | Paulo Estêvão                               | 2 431                                       | 2,34                                        | 6e                                          | 2 / 57                 | Gouvernement minoritaire (XIIIe) |
| 2024  | Coalition avec le PPD/PSD et le CDS-PP      | Coalition avec le PPD/PSD et le CDS-PP      | Coalition avec le PPD/PSD et le CDS-PP      | Coalition avec le PPD/PSD et le CDS-PP      | 2 / 57                 | Gouvernement minoritaire (XIVe)  |

#### Région autonome de Madère
| Année | Tête de liste                     | Voix                              | %                                 | Sièges                 | Statut              |
| ----- | --------------------------------- | --------------------------------- | --------------------------------- | ---------------------- | ------------------- |
| 1976  | Pas de liste présentée            | Pas de liste présentée            | Pas de liste présentée            | Pas de liste présentée | Extra-parlementaire |
| 1980  | Pas de liste présentée            | Pas de liste présentée            | Pas de liste présentée            | Pas de liste présentée | Extra-parlementaire |
| 1984  | Pas de liste présentée            | Pas de liste présentée            | Pas de liste présentée            | Pas de liste présentée | Extra-parlementaire |
| 1988  | Pas de liste présentée            | Pas de liste présentée            | Pas de liste présentée            | Pas de liste présentée | Extra-parlementaire |
| 1992  | Pas de liste présentée            | Pas de liste présentée            | Pas de liste présentée            | Pas de liste présentée | Extra-parlementaire |
| 1996  | Pas de liste présentée            | Pas de liste présentée            | Pas de liste présentée            | Pas de liste présentée | Extra-parlementaire |
| 2000  | Pas de liste présentée            | Pas de liste présentée            | Pas de liste présentée            | Pas de liste présentée | Extra-parlementaire |
| 2004  | Pas de liste présentée            | Pas de liste présentée            | Pas de liste présentée            | Pas de liste présentée | Extra-parlementaire |
| 2007  | Pas de liste présentée            | Pas de liste présentée            | Pas de liste présentée            | Pas de liste présentée | Extra-parlementaire |
| 2011  | Pas de liste présentée            | Pas de liste présentée            | Pas de liste présentée            | Pas de liste présentée | Extra-parlementaire |
| 2015  | Coalition Plataforma dos Cidadãos | Coalition Plataforma dos Cidadãos | Coalition Plataforma dos Cidadãos | 0 / 47                 | Extra-parlementaire |
| 2019  | Pas de liste présentée            | Pas de liste présentée            | Pas de liste présentée            | Pas de liste présentée | Extra-parlementaire |
| 2023  | Pas de liste présentée            | Pas de liste présentée            | Pas de liste présentée            | Pas de liste présentée | Extra-parlementaire |
| 2024  | Pas de liste présentée            | Pas de liste présentée            | Pas de liste présentée            | Pas de liste présentée | Extra-parlementaire |
| 2025  | Paulo Brito                       | 3 097                             | 0,41                              | 0 / 47                 | Extra-parlementaire |

### Élections municipales
| Année | Municipalités | Municipalités | Municipalités | Municipalités | Municipalités      | Freguesias         | Freguesias         | Freguesias         |
| Année | %             | Rang          | Maires        | Échevins      | Conseillers        | %                  | Rang               | Conseillers        |
| ----- | ------------- | ------------- | ------------- | ------------- | ------------------ | ------------------ | ------------------ | ------------------ |
| 1976  | 0,18          | e             | 1 / 304       | 3 / 1908      | Absence de données | Absence de données | Absence de données | Absence de données |
| 1979  | 0,12          | e             | 1 / 305       | 6 / 1900      | Absence de données | Absence de données | Absence de données | Absence de données |
| 1982  | 0,22          | e             | 1 / 305       | 5 / 1913      | Absence de données | Absence de données | Absence de données | Absence de données |
| 1985  | 0,49          | e             | 0 / 305       | 3 / 1975      | Absence de données | Absence de données | Absence de données | Absence de données |
| 1989  | 0,06          | e             | 0 / 305       | 1 / 1997      | Absence de données | Absence de données | Absence de données | Absence de données |
| 1993  | 0,00          | e             | 0 / 305       | 0 / 2006      | Absence de données | Absence de données | Absence de données | Absence de données |
| 1997  | 0,13          | e             | 1 / 305       | 5 / 2021      | Absence de données | Absence de données | Absence de données | Absence de données |
| 2001  | 0,01          | e             | 0 / 308       | 0 / 2044      | Absence de données | Absence de données | Absence de données | Absence de données |
| 2005  | 0,03          | 14e           | 0 / 308       | 0 / 2046      | 5 / 6885           | 0,00               | 19e                | 0 / 34498          |
| 2009  | 0,03          | 17e           | 0 / 308       | 0 / 2078      | 5 / 6946           | 0,01               | 17e                | 3 / 34672          |
| 2013  | 0,01          | 28e           | 0 / 308       | 0 / 2086      | 2 / 6487           | 0,01               | 28e                | 11 / 27167         |
| 2017  | 0,01          | 41e           | 0 / 308       | 0 / 2074      | 0 / 6461           | 0,01               | 58e                | 1 / 27019          |
| 2021  | 0,02          | 54e           | 0 / 308       | 0 / 2064      | 0 / 6448           | 0,01               | 55e                | 5 / 26797          |